# Palazzo dei Priori

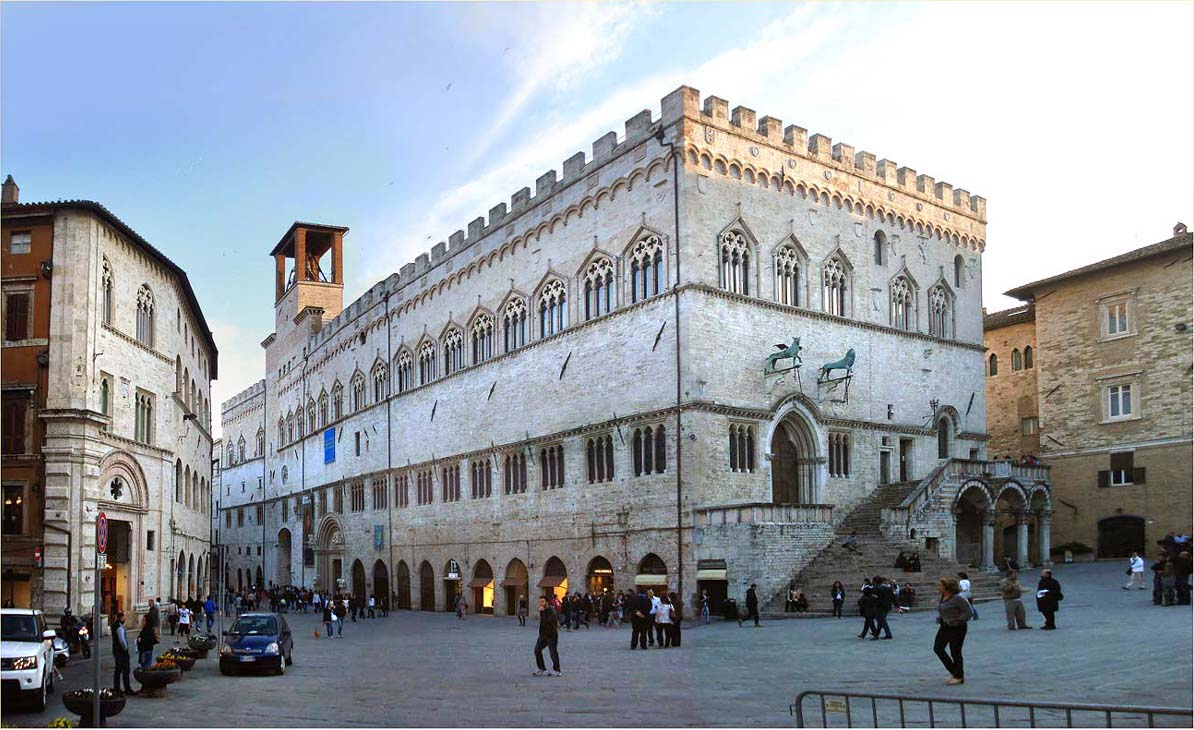
Palazzo dei Priori

O Palazzo dei Priori (em português Palácio dos Priores) é um antigo palácio comunal de Perúgia (Perúsia), na Itália.
Os primeiros planos para o edifício foram traçados em torno de 1270, consistindo em um bloco com três janelas voltadas para a Praça IV de Novembro e dez para o Corso Vannucci, sendo construído entre 1293 e 1297. Em 1333 foi iniciada uma ampliação de duas janelas no lado da praça, terminada em 1337. Em 1353 novas obras acrescentaram seis janelas, um grande portal e uma torre fortificada no lado do Corso. Outra extensão em 1429 adicionou mais três janelas no mesmo lado, mais o bloco do Collegio del Cambio. No século XVI as ampliações terminaram. O resultado dessas várias fases de construção é uma fachada assimétrica e irregular, preservando, porém, a unidade do seu estilo gótico.
Ao longo do perímetro do telhado há uma série de ameias, que simbolizam a cidade livre. As ameias que hoje são visíveis são uma reconstituição do século XIX, quando a Itália adquiriu sua unificação, pois em 1610, quando a cidade caiu em poder do Papado, as ameias originais foram derrubadas. O lado que se volta para a Praça tem um portal coroado por duas estátuas em bronze de um grifo e um leão, símbolos da cidade, réplicas de originais que estão preservados no interior do prédio, fundidos provavelmente em Veneza em 1274. Este portal conduz à Sala dei Notari (Sala dos Notários), a antiga Câmara Municipal, um grande salão abobadado coberto de afrescos do fim do século XIII, retratando cenas bíblicas e alegóricas, bem como diversos brasões dos administradores da cidade até 1499. No mesmo lado da fachada há, à direita, uma escadaria sobre um arcada tripla, onde está instalado um púlpito de onde os magistrados faziam as proclamações públicas.
A fachada no lado do Corso Vannucci tem outro portal, datado de 1346, ornamentado com várias esculturas. Três delas, na luneta, representam os santos padroeiros de Perúgia, Lourenço, Herculano e Luís de Tolosa. O terceiro andar do Palazzo é ocupado pela Galeria Nacional da Úmbria, com grande coleção de arte.